# Онза
Онза, или Онца, — река в России, протекает по территории Гатчинского района Ленинградской области. Устье реки находится в 136 км от устья реки Оредеж по правому берегу. Длина реки — 8 км. В реку впадает протока из озера Ширского. В районе устья на реке расположен посёлок Вырица.

## Данные водного реестра
По данным государственного водного реестра России относится к Балтийскому бассейновому округу, водохозяйственный участок реки — Луга, речной подбассейн реки отсутствует. Относится к речному бассейну реки Нарва (российская часть бассейна).
Код объекта в государственном водном реестре — 01030000512102000025873.